# Lac de Puydarrieux
Le lac de Puydarrieux est un lac de barrage situé sur les communes de Puydarrieux et de Campuzan, au nord-est du département des Hautes-Pyrénées,  en région Occitanie.  
C'est un site majeur pour l'observation des oiseaux, notamment l'hiver.

## Géographie
Le barrage de Puydarrieux (43.17 N / 00.23 E) est situé sur un point stratégique de la route des migrations dans un axe NE/SO, entre les zones de reproduction nordiques , juste avant la barrière des Pyrénées (3 000 m) et les régions d'hivernage d'Espagne.

## Description
Le lac forme une partie de la limite orientale du territoire de la commune de Campuzan.   
La retenue d’eau a été créée en 1987 et inaugurée par Dominique Baudis.  
Une lagune a été créée en 1991. 
Ce lac de 220 hectares contenant jusqu'à 14.5 millions de m³ est alimenté par la Baïsole, affluent de la Baïse, fait partie du Système hydraulique Neste et est géré par la CACG (Compagnie d’Aménagement des Coteaux de Gascogne). Il permet notamment de contribuer toute l'année au soutien d'étiage de la Baïse, à l'irrigation des cultures locales en été et depuis peu, à la production d’hydroélectricité.
La gestion du lac est adaptée durant la période de nidification pour maintenir un niveau d'eau approprié aux différentes espèces d'oiseaux qui y font étape chaque année.

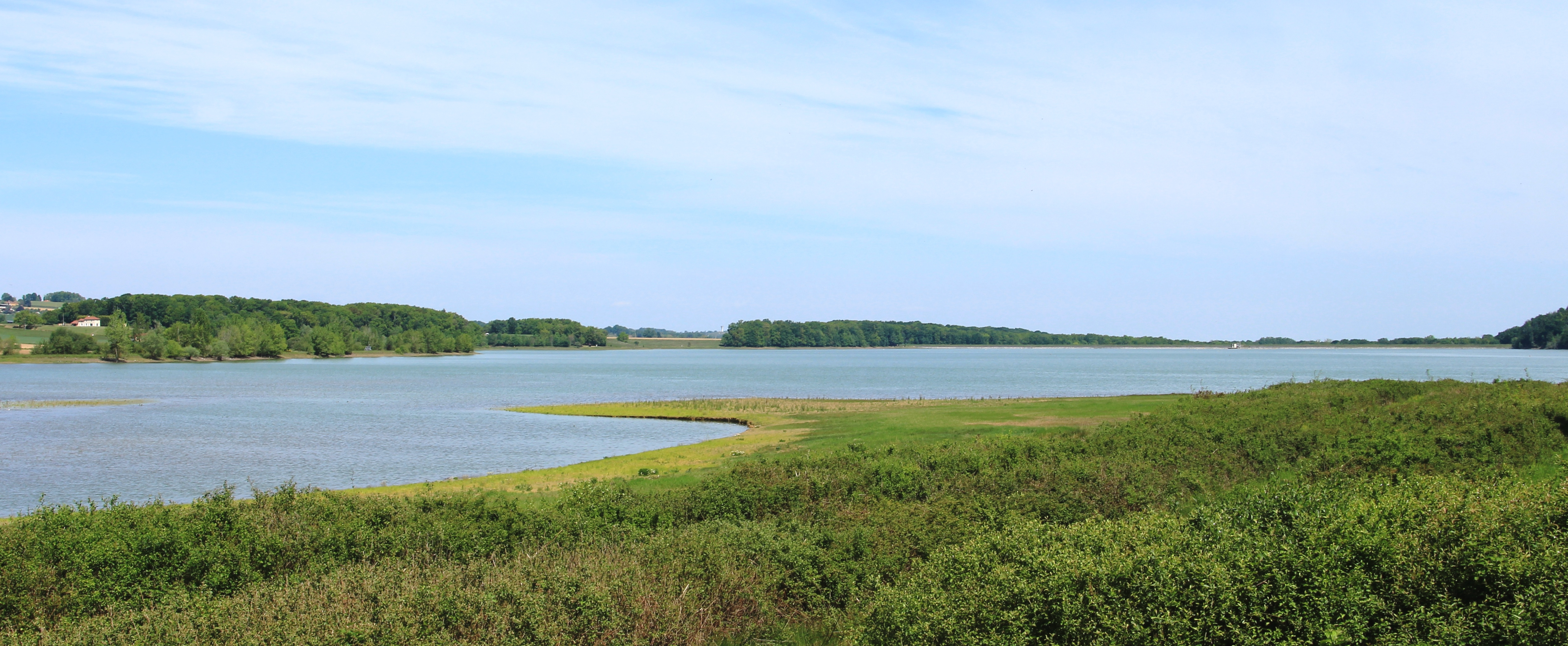
Le lac.
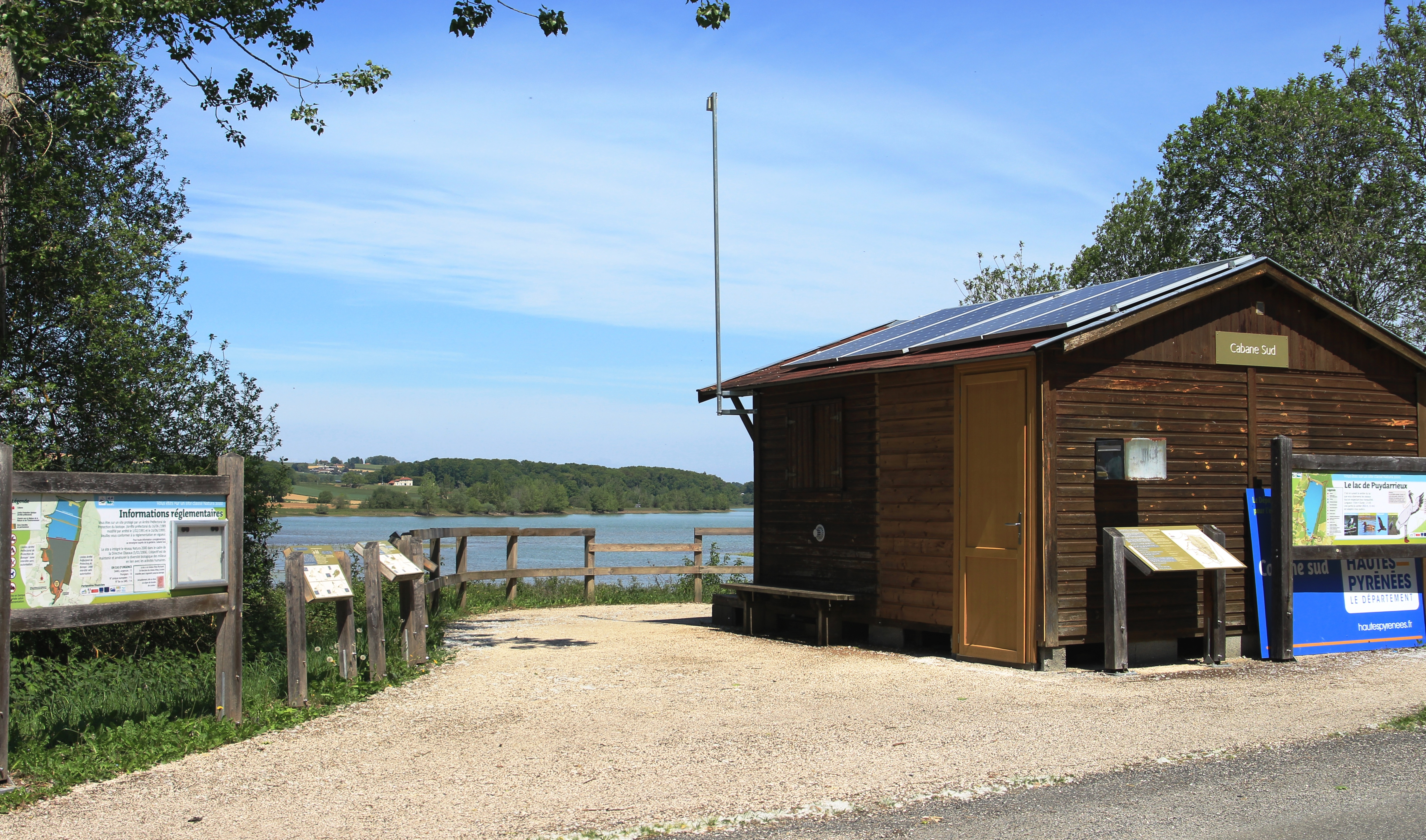
Installation.
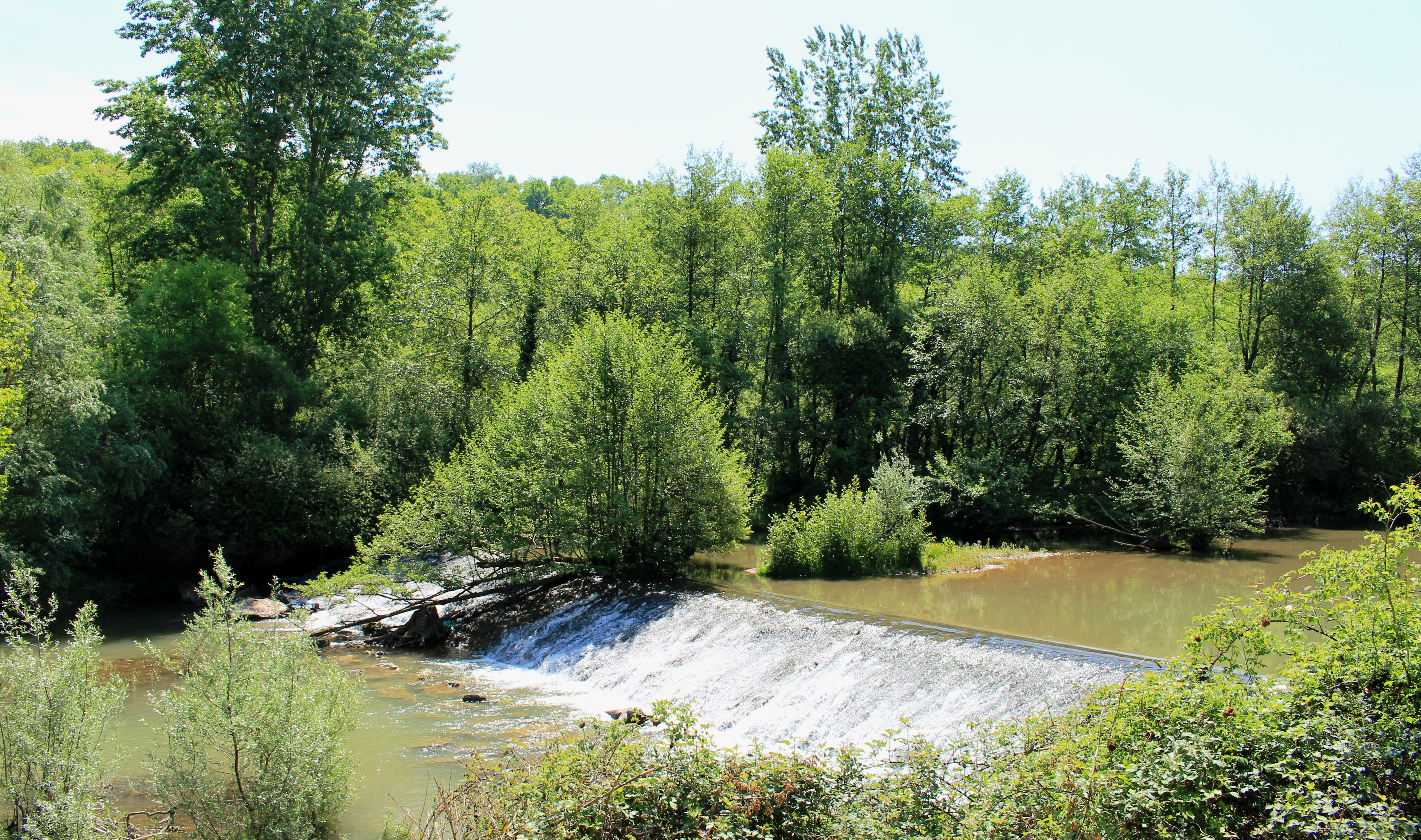
Baïsole qui alimente le lac.

## Protection environnementale
Le lac fait partie d'une zone naturelle protégée, classée ZNIEFF de type 1.

## Ornithologie
Le site de Puydarrieux est devenu l'un des sites les plus importants pour la migration et l'hivernage des oiseaux d'eau en Midi-Pyrénées : grues cendrées en premier lieu, oie cendrées, hérons cendrés, grandes aigrettes, grands cormorans, canards de toutes sortes, près de 200 espèces d'oiseaux s'y rencontrent. 
Le lac de Puydarrieux est le troisième site le plus important de passage migratoire en France pour bon nombre d'espèces derrière le lac de Der et la réserve d'Arjuzanx. 
En 2006, il intègre le réseau européen Natura 2000 dans le cadre de la Directive oiseaux.
Dans le cadre du projet Natura 2000, le lac de Puydarrieux est doté depuis 2015 de nouveaux aménagements pour une meilleure observation et tranquillité de la faune.

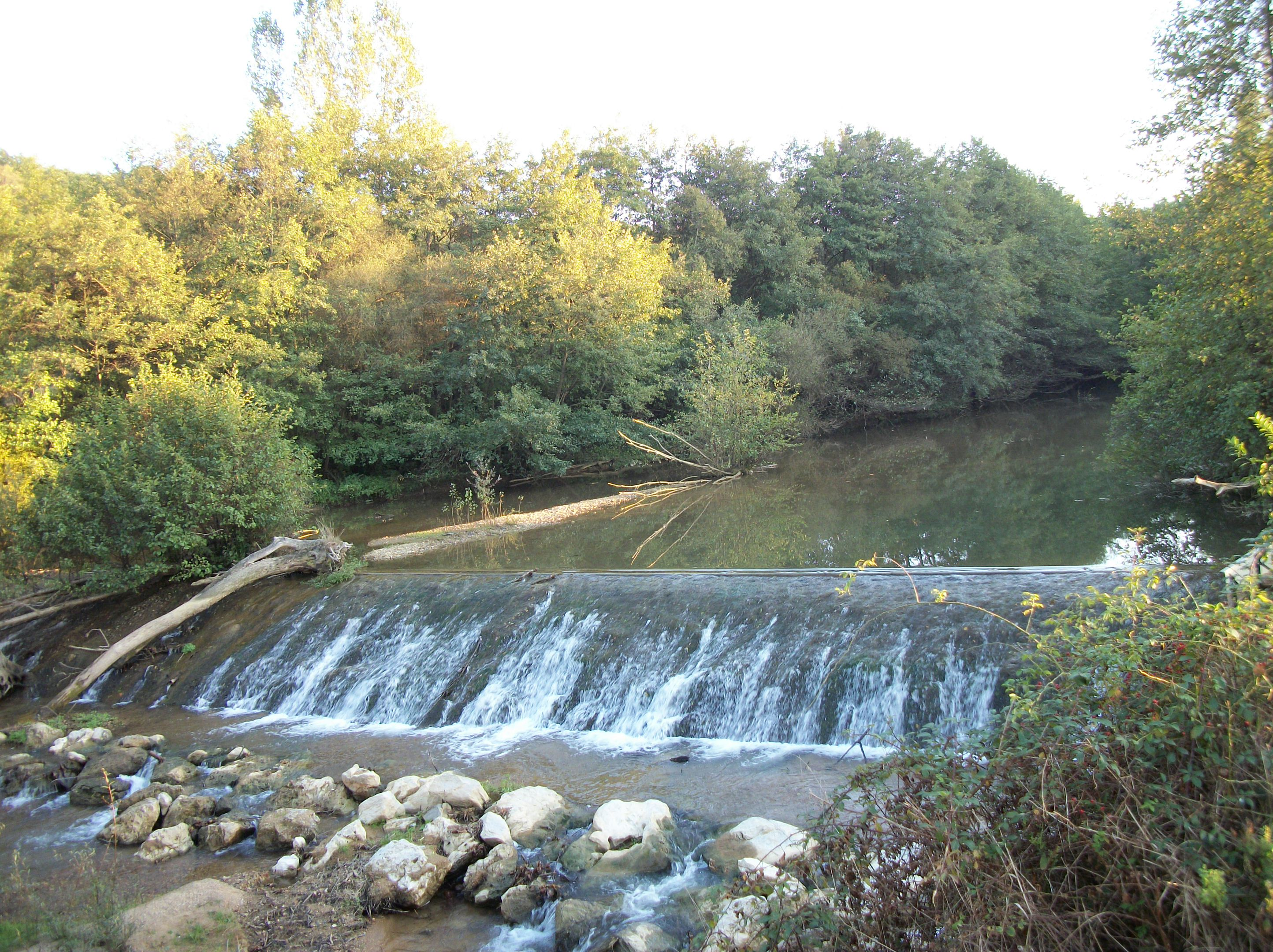
Au Sud, la Baïsole alimente le lac de Puydarrieux.
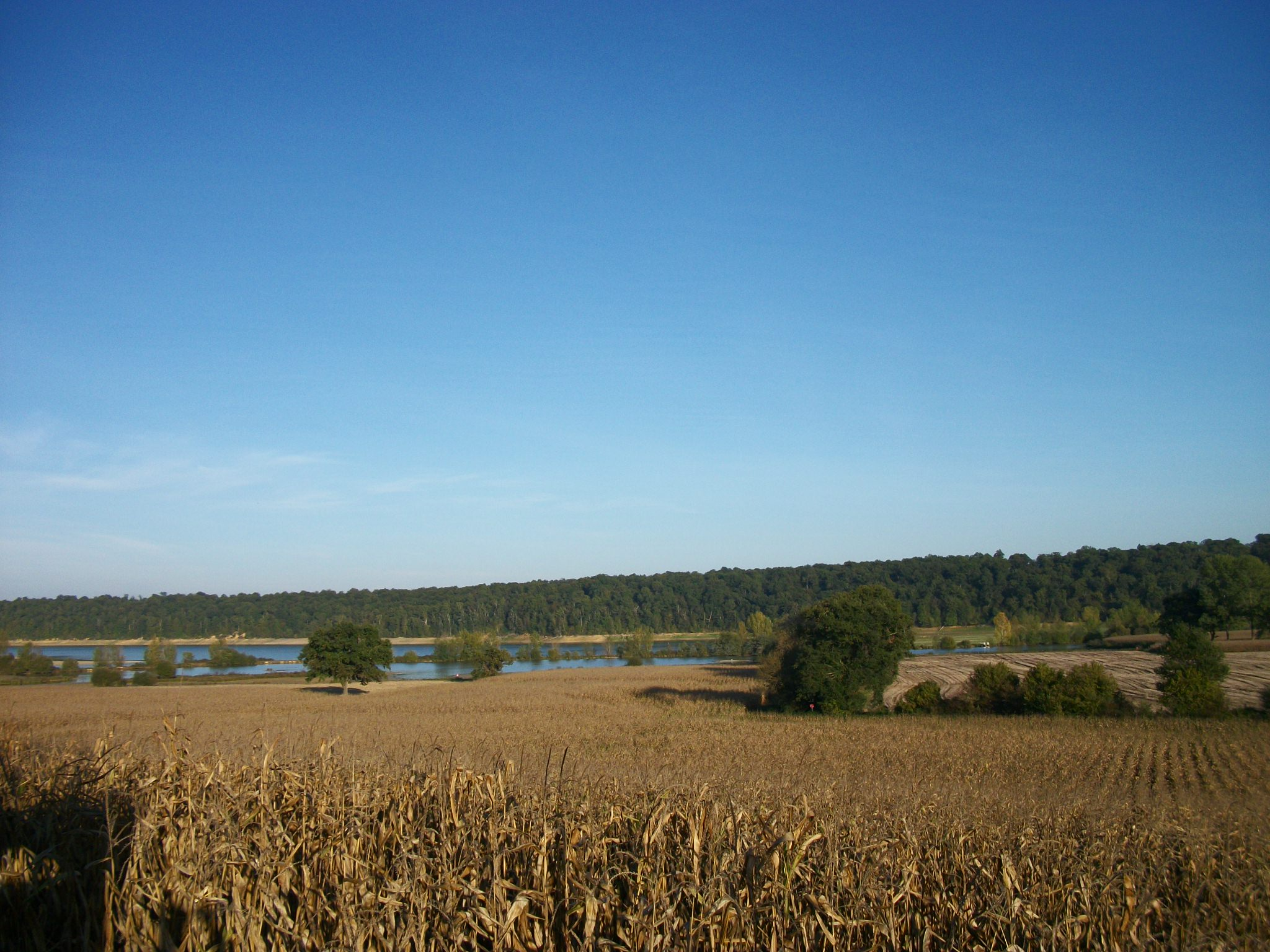
Champs de maïs autour du lac de Puydarrieux en octobre 2018.
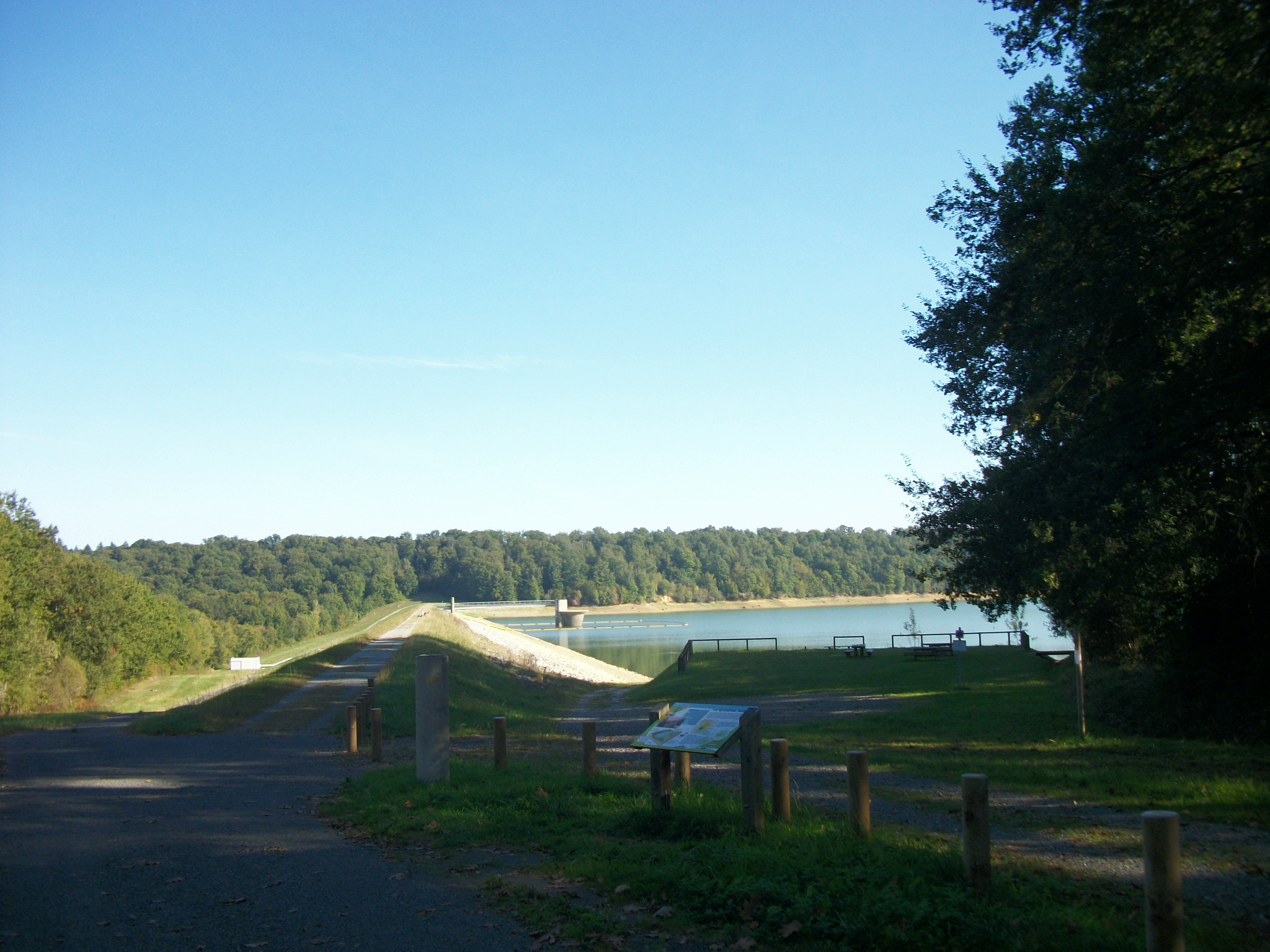
Photo prise du barrage en remblai du lac de Puydarrieux à l'entrée Nord.
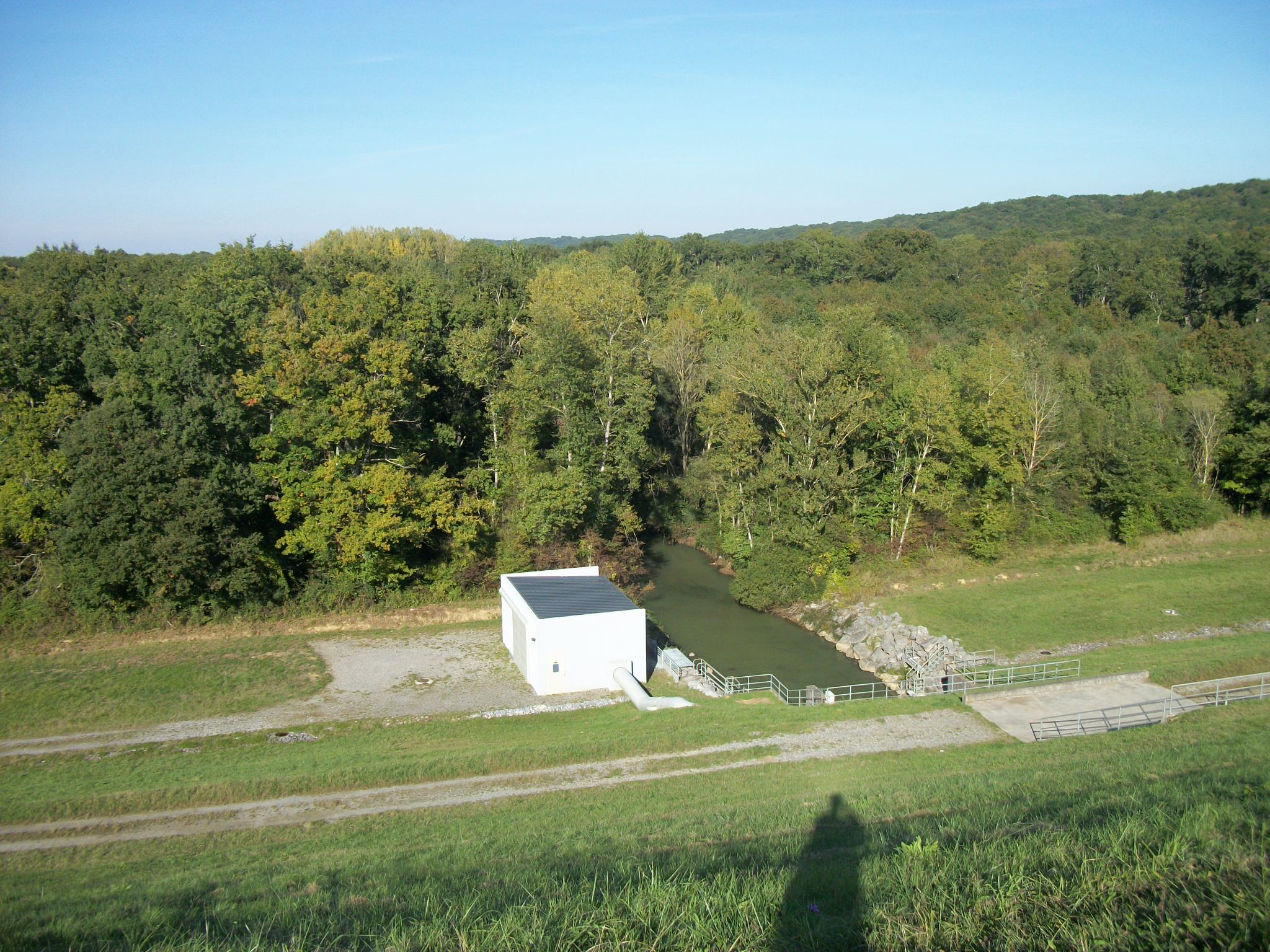
Au Nord, une petite centrale hydroélectrique est située à l'endroit où le lac s'écoule en redevenant la rivière Baïsole.